# Plaintel
Plaintel é uma comuna francesa na região administrativa da Bretanha, no departamento Côtes-d'Armor. Estende-se por uma área de 26,74 km². Em 2010 a comuna tinha 4 484 habitantes (densidade: 167,7 hab./km²).